# Ben Arous
Ben Arous (arabisch بن عروس, DMG Bin ʿArūs) ist eine Stadt in Tunesien etwa zwölf Kilometer südlich von Tunis und Hauptstadt des gleichnamigen Gouvernements.

## Bevölkerung
Die Stadt hat 88.322 Einwohner (Zensus 2014), von denen 39,7 Prozent berufstätig sind. Die Zuwanderungsrate beträgt 90,6 Prozent und die Einschulungsrate 97,2 Prozent.

## Infrastruktur
Für Ben Arous ist die etwa zehn Kilometer nordöstlich südlich gelegene Hafenstadt Radès von wirtschaftlicher Bedeutung.

## Städtepartnerschaften
- Saint-Étienne, Frankreich seit 1994
- Aprilia, Italien seit 2003

## Nachweise
1. ↑  http://citypopulation.de/Tunisia-Cities.html